# 系外彗星

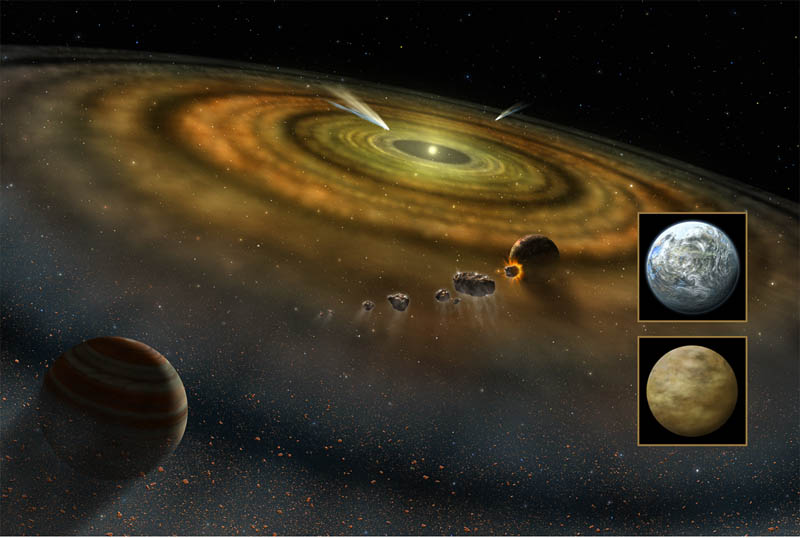
在非常年輕的一顆A型主序星，繪架座β (老人增四) 周圍的系外彗星和各種行星形成的過程 (出自NASA藝術家的觀念)。

系外彗星或太陽系外彗星是在太陽系之外，環繞著其它恆星的彗星。第一個系外彗星系是在1987年發現的，它環繞著繪架座β (老人增四)，一顆非常年輕的A型主序星。迄2013年1月7日，總共已經發現了10個這樣的系統。
天文學家使用德州麥克唐納天文台2.1米的望遠鏡發現了最後的6個彗星系統。在檢測用的望遠鏡中，發現暗淡的吸收線，被發現夜復一夜的變化著，因此天文學家認為這是"起源於撒向母恆星的彗星，因為被加熱而產生大量氣體雲造成的"。所有的系外彗星都是最近才檢測到的 － 換句話說，"鯨魚座49 (HD 9672)"、"狐狸座5 (HD 182919)"、"仙女座2"、"HD 21620"、 "HD 42111"和"HD 110411" － 被環繞的都是非常年輕的A型恆星。 
系外彗星連結了研究人員對行星形成理解的重要環結。天文學家巴里·威爾士 (Barry Welsh) 對這種連結做了如下的描述： “星際塵埃在重力的影響下成為小滴，這些小滴繼續成長成為岩石，岩石結合在一起成為更大的個體 －星子 (微星) 和彗星－ 並且在最後，會成長為行星”。

## 外部連結
Extrasolar Comets - NASA Archive.today的存檔，存档日期2013-02-17